# Швиммер, Дэвид
Дэ́вид Ло́уренс Шви́ммер (англ. David Lawrence Schwimmer; 2 ноября 1966, Нью-Йорк, США) — американский актёр, режиссёр, активист и продюсер. Наиболее известен по роли Росса Геллера в телесериале «Друзья», принёсшей ему мировую известность, а также озвучивании мультфильмов трилогии «Мадагаскар», исполнив роль жирафа Мелмана.

## Ранние годы
Родился в Квинсе (Нью-Йорк, США) в еврейской семье. Его родители — адвокаты Артур Швиммер и Арлин Колман-Швиммер. Он жил в местечке Вэлли-Стрим, Лонг-Айленд, пока ему не исполнилось два года. Впоследствии семья переехала в Лос-Анджелес, Калифорния. В возрасте десяти лет он исполнил роль феи в еврейской версии Золушки. В 1979 году Дэвид посещал «шекспировские» семинары, которые вёл Иэн Маккеллен. Три года подряд юный Швиммер участвовал в Шекспировском фестивале, ежегодно проходящем на берегу озера Тахо, и дважды занимал первые места.
Он учился в школе Беверли-Хиллз, где участвовал во многих спектаклях, в том числе спектакле «Дневник Анны Франк». После окончания театрального факультета Северо-западного Университета вместе с однокурсниками создал театр «Лукингласс», а также ассоциацию актёров, сценаристов и режиссёров. Швиммер поставил несколько спектаклей и много снимался на телевидении.

## Карьера

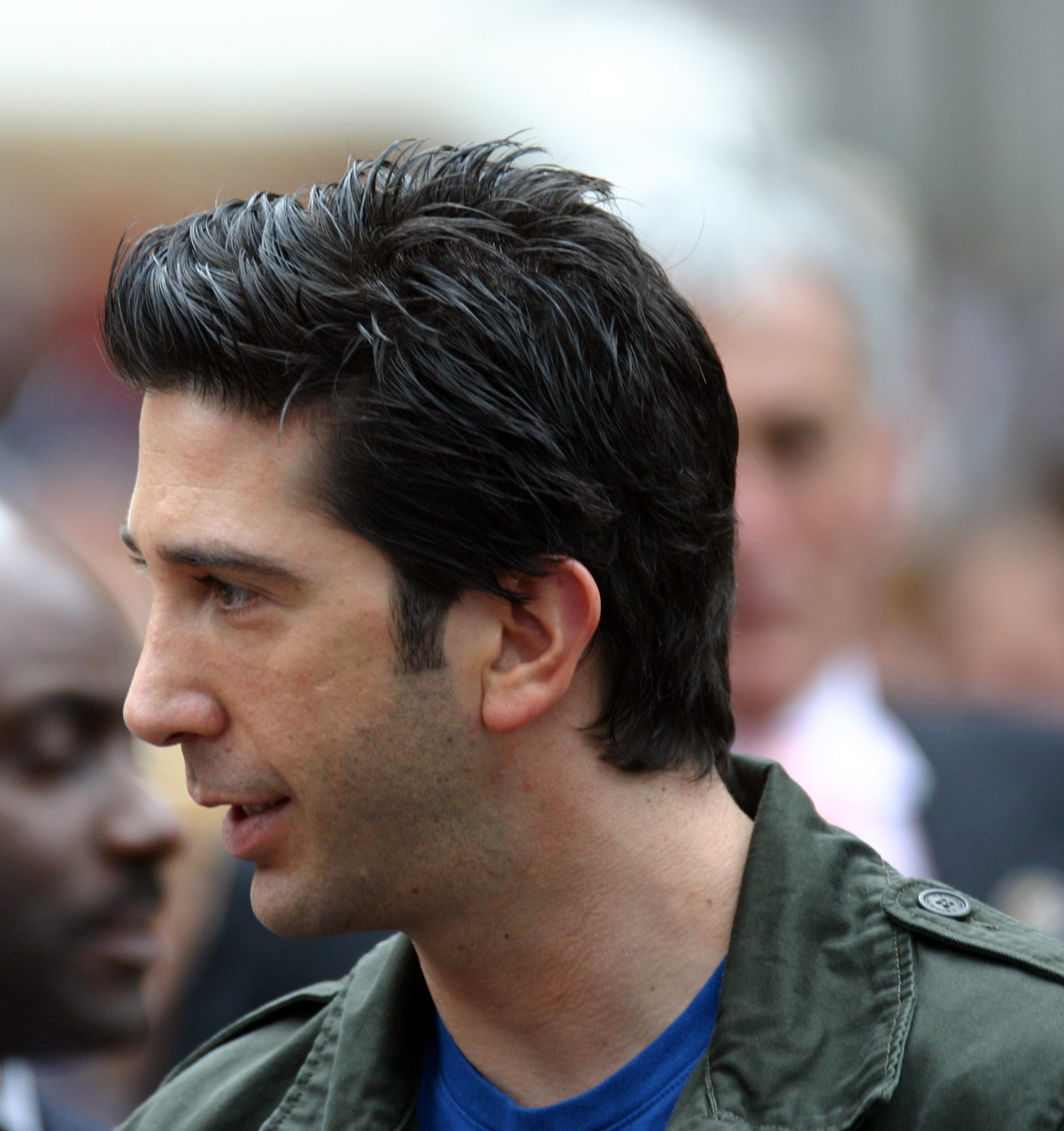
Швиммер на премьере мультфильма «Мадагаскар» в 2005 году.

Дэвид Швиммер наиболее известен как исполнитель роли палеонтолога и романтика Росса Геллера в телевизионном сериале «Друзья». Сначала Швиммер отклонил эту роль, но впоследствии всё же согласился на неё. Исполнительный продюсер «Друзей» Кевин Брайт уже работал с Дэвидом ранее и персонаж Росса он написал, представляя Швиммера, поэтому тот первым получил роль в сериале. За эту роль Швиммер был номинирован на «Эмми» в 1995 году как «Выдающийся актёр телевизионного сериала».
Швиммер снимался в таких фильмах, как «Волк», «Чужие похороны», «Шесть дней, семь ночей» и «Способный ученик», а также принимал участие в озвучивании мультфильма «Мадагаскар», исполнив роль жирафа Мелмана.
Дэвид Швиммер выступил в роли режиссёра некоторых эпизодов сериалов «Друзья» (сезон 6 серия 6; сезон 7 серии 4, 7, 9, 16; сезон 8 серии 2, 8, 12; сезон 9 серия 5; сезон 10 серия 9) и «Джоуи».
В 2007 году Швиммер дебютировал в качестве режиссера фильма «Беги, толстяк, беги» с Саймоном Пеггом в главной роли. В том же году он снялся во втором сезоне сериала «Студия 30». В 2008 году выходит триллер «Ничего, кроме правды» с участием Швиммера. Фильм получил положительные отзывы. Он также озвучил жирафа Мелмана в мультфильме Мадагаскар 2. Мультфильм собрал 603 миллиона долларов по всему миру.
В октябре 2008 года поставил спектакль «Fault Lines» в театре Cherry Lane в Нью-Йорке. Спектакль получил смешанные отзывы критиков. В 2009 году он сыграл Джорджа Гиббса в пьесе «Наш городок». В том же году Швиммер сыграл самого себя в сериале «Красавцы». В 2010 году выходит драматический триллер «Доверие», снятый Швиммером. Сюжет фильма рассказывает о супругах, чья дочь становится жертвой сексуального маньяка в интернете. Премьера картины состоялась на кинофестивале в Торонто.

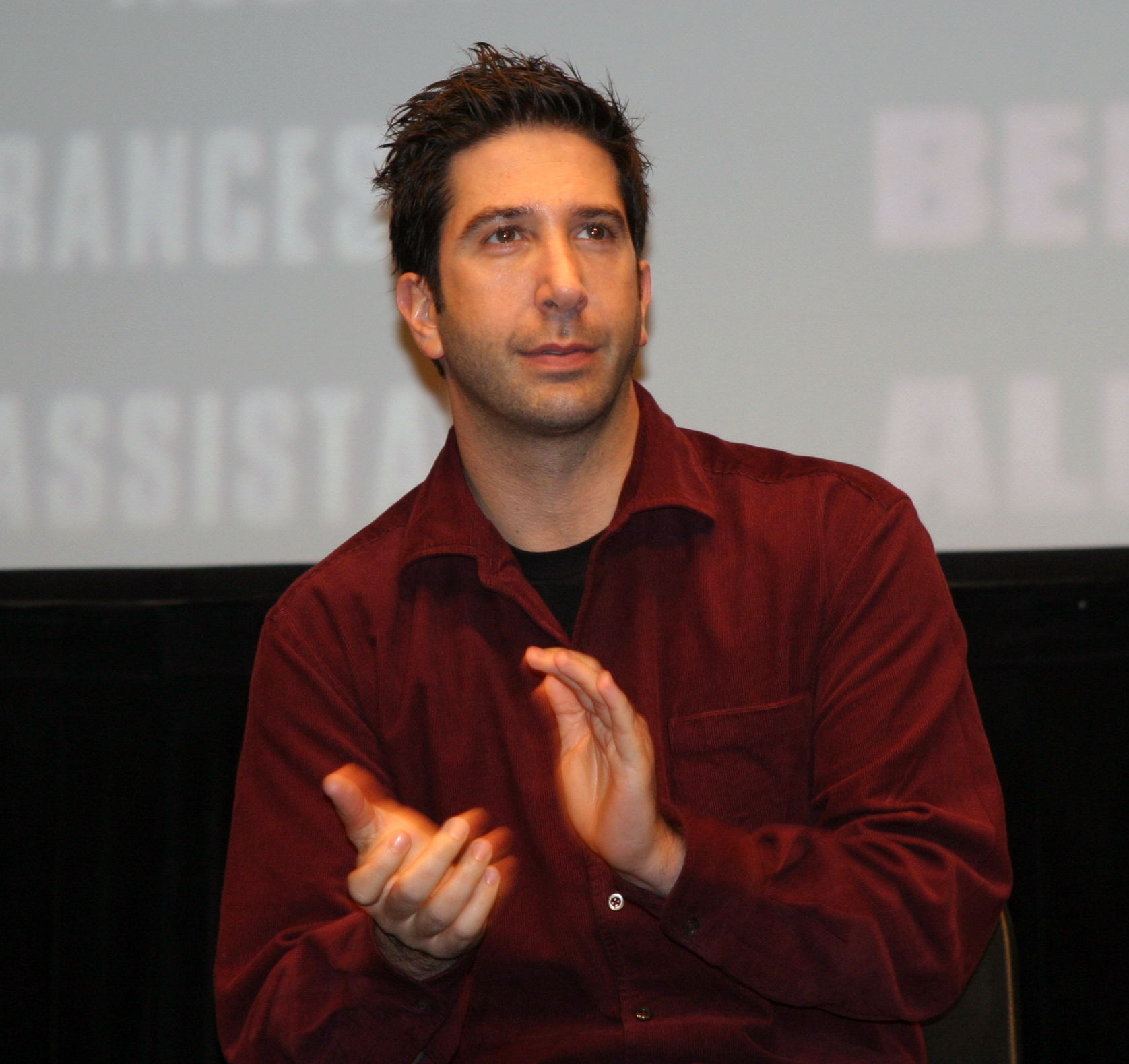
Швиммер на премьере фильма «Беги, толстяк, беги» в 2007 году.

1 января 2011 года Швиммер снялся в британском комедийном сериале «Летим со мной». В следующем году он снова озвучил жирафа Мелмана в фильме Мадагаскар 3. В 2013 году выходит картина «Ледяной», в которой Швиммер сыграл Джоша Розенталя.
В 2014 году стало известно, что Швиммер сыграет главную роль в комедийном сериале «Irreversible». В 2016 году он сыграл Роберта Кардашяна в первом сезоне антологии «Американская история преступлений». Эта роль принесла ему номинацию на премию «Эмми». В январе 2016 года было объявлено, что Швиммер и Джим Стерджесс сыграют главные роли в новой криминальной драме AMC «Накорми зверя». Премьера сериала состоялась 5 июня 2016 года. Съёмки были приостановлены из-за плохих отзывов и низких рейтингов.
В апреле 2017 года Швиммер помог адаптировать фильмы израильского режиссера, Сигал Авин, для американской аудитории. Шесть короткометражек повествуют о сексуальных домогательствах мужчин по отношению к женщинам.
В 2020 году Швиммер был отобран на роль главного героя в новом британском комедийном ситкоме под названием «Разведка» на канале Sky One.
Он принял участие в специальном выпуске «Друзья: Воссоединение».

## Личная жизнь
В июне 2010 года Швиммер женился на фотографе Зоуи Бакман, с которой начал встречаться в 2007 году. 8 мая 2011 года у супругов родилась дочь, которую назвали Клео Бакман Швиммер. В апреле 2017 года пара объявила, что решила взять «перерыв в отношениях». Позднее, в том же году они развелись.

## Фильмография
| Год       |     | Русское название                           | Оригинальное название              | Роль                        |
| --------- | --- | ------------------------------------------ | ---------------------------------- | --------------------------- |
| 1982      | с   | Полицейский отряд!                         | Police Squad!                      | пациент                     |
| 1989      | тф  | Смертельная тишина                         | Deadly Silence, A                  | Роб Куччо                   |
| 1991      | ф   | Полёт «Интрудера»                          | Flight of the Intruder             | дежурный офицер             |
| 1991—1992 | с   | Чудесные годы                              | The Wonder Years                   | Майкл                       |
| 1992      | ф   | Пересекая мост                             | Crossing the Bridge                | Джон Андерсон               |
| 1992—1993 | с   | Закон Лос-Анджелеса                        | L.A. Law                           | Дейна Ромни                 |
| 1993      | ф   | Двадцать баксов                            | Twenty Bucks                       | Нил Кэмпбелл                |
| 1993      | с   | Полиция Нью-Йорка                          | NYPD Blue                          | Джош Голдстайн              |
| 1993      | с   | Блоссом                                    | Blossom                            | Сонни Каталано              |
| 1993      | кор | —                                          | The Waiter                         | злой официант               |
| 1993      | кор | —                                          | The Waiter                         | Винни                       |
| 1994      | ф   | Волк                                       | Wolf                               | полицейский                 |
| 1994—2004 | с   | Друзья                                     | Friends                            | Росс Геллер                 |
| 1995      | с   | Одинокий парень                            | The Single Guy                     | Росс Геллер                 |
| 1995      | кор | —                                          | The Party Favor                    | Перри                       |
| 1996      | ф   | Чужие похороны                             | The Pallbearer                     | Том Томпсон                 |
| 1996      | с   | Скорая помощь                              | ER                                 | доктор Карубиан             |
| 1997      | тф  | Имплантаторы                               | Breast Men                         | доктор Кевин Сондерс        |
| 1998      | ф   | Поцелуй понарошку                          | Kissing a Fool                     | Макс Эббитт                 |
| 1998      | тф  | Где тебя носило                            | Since You’ve Been Gone             | Роберт С. Левитт            |
| 1998      | ф   | Шесть дней, семь ночей                     | Six Days Seven Nights              | Фрэнк Мартин                |
| 1998      | ф   | Способный ученик                           | Apt Pupil                          | Эдвард Френч                |
| 1998      | ф   | Тонкая розовая линия                       | The Thin Pink Line                 | Келли Гудиш / Джей Ти       |
| 1998      | кор | —                                          | Stab                               | Дьюи Райли                  |
| 1999      | ф   | Ярость                                     | It’s the Rage                      | Крис                        |
| 2000      | ф   | Любовь и секс                              | Love & Sex                         | свидетель Иеговы            |
| 2000      | ф   | По кусочкам                                | Picking Up the Pieces              | Лео Джером                  |
| 2001      | ф   | Отель                                      | Hotel                              | Джонатан Дандерфайн         |
| 2001      | ф   | Восстание                                  | Uprising                           | Ицхак Цукерман              |
| 2001      | с   | Братья по оружию                           | Band of Brothers                   | капитан Херберт Соубл       |
| 2004      | с   | Умерь свой энтузиазм                       | Curb Your Enthusiasm               | в роли самого себя          |
| 2005      | ф   | Раскаяние                                  | Duane Hopwood                      | Дуэйн Хопвуд                |
| 2005      | мф  | Мадагаскар                                 | Madagascar                         | Мелман                      |
| 2006      | ф   | Полный облом                               | Big Nothing                        | Чарли                       |
| 2007      | ф   | Беги, толстяк, беги                        | Run Fatboy Run                     | человек, протягивающий пиво |
| 2007      | с   | Студия 30                                  | 30 Rock                            | Гринзо / Джаред             |
| 2008      | ф   | Ничего, кроме правды                       | Nothing But the Truth              | Рэй Армстронг               |
| 2008      | мф  | Мадагаскар 2                               | Madagascar 2                       | Мелман                      |
| 2009      | с   | Красавцы                                   | Entourage                          | в роли самого себя          |
| 2009      | мф  | Рождественский Мадагаскар                  | Merry Madagascar                   | Мелман                      |
| 2011      | с   | Летим со мной                              | Come Fly With Me                   | в роли самого себя          |
| 2012      | ф   | Джон Картер                                | John Carter                        | воин тарков                 |
| 2012      | мф  | Мадагаскар 3                               | Madagascar 3                       | Мелман                      |
| 2012      | ф   | Ледяной                                    | Iceman                             | Джош Розенталь              |
| 2012      | с   | Интернет-терапия                           | Web Therapy                        | Ньюэлл Л. Миллер            |
| 2013      | мф  | Страстный Мадагаскар                       | Madly Madagascar                   | Мелман                      |
| 2014      | тф  | Необратимый                                | Irreversible                       | н/д                         |
| 2015      | с   | Эпизоды                                    | Episodes                           | в роли самого себя          |
| 2016      | с   | Американская история преступлений          | American Crime Story               | Роберт Кардашьян            |
| 2016      | с   | Накорми зверя                              | Feed the Beast                     | Томми Моран                 |
| 2018      | кор | Это домогательство                         | That’s Harassment                  | босс                        |
| 2018—2019 | с   | Уилл и Грейс                               | Will & Grace                       | Ноа Броадер                 |
| 2019      | ф   | Прачечная                                  | The Laundromat                     | Мэттью Куирк                |
| 2019      | с   | События прошедшей недели с Джоном Оливером | Last Week Tonight with John Oliver | специальный гость           |
| 2020—2021 | с   | Разведка                                   | Intelligence                       | Джерри Бернстайн            |
| 2019      | с   | Экстраполяции                              | Extrapolations                     | Харрис Голдблатт            |
| 2021      | ф   | Друзья: Воссоединение                      | Friends: The Reunion               | в роли самого себя          |
| 2025      | с   | Ужастики                                   | Goosebumps                         | Энтони                      |